# Сарбан
Сарбан (кирг. Сарбан) — село в Сокулукском районе Чуйской области Кыргызстана. Входит в состав Орокского аильного округа. Код СОАТЕ — 41708 222 856 07 0.

## География
Село расположено в центральной части области, у подножья Киргизского хребта, юго-западнее Бишкека. Абсолютная высота — 1105 метров над уровнем моря.

## Население
| год     | 2009 | 2014 | 2015 |
| ------- | ---- | ---- | ---- |
| человек | 747  | 961  | 1010 |